# Meiocampa newcomeri
Meiocampa newcomeri är en urinsektsart som beskrevs av Filippo Silvestri 1933. Meiocampa newcomeri ingår i släktet Meiocampa och familjen Campodeidae. Inga underarter finns listade i Catalogue of Life.